# グラーグのマント
『グラーグのマント』（原題：英: The Mantle of Graag）は、アメリカ合衆国の編集者・ホラー小説家ロバート・A・W・ロウンデズ、フレデリック・ポール、H・ドクワイラーによる短編ホラー小説。クトゥルフ神話の1つ。
『The Unique Magazine』1941年10月号に掲載された。作者3人は編集者仲間であり、編集者たちが作家として合作して書かれた。東雅夫は「<妖術師物語>の流れを汲む作品だが、やはりその独創（白い蛆となってふりかかる呪いのおぞましさ！）には見るべきものがあろう」と解説している。

## あらすじ
怪奇作家クラーナーは、新たに購入した狩猟部屋に、3人の友人ハートリイ、ローシュ、パウルザンを招待する。小屋にあった古書に挟まれた紙には、儀式と宝について記されていた。ローシュは、恐怖小説のネタになるだろうと思い、儀式をやってみようと言い出す。4人はグラーグが指示している洞窟に行って、大箱を掘り起こす。鶴嘴でこじ開けると、詰物の上に大きな白い蛆がいた。クラーナーが蛆に触れたところ、ぼろぼろと崩れ去る。パウルザンは震えあがり、「蛆のたたり」や「グラーグのマント」などわけのわからないことを口走った後、「洞窟の入口に5人目の者がいる！」とわめき立てる。3人は目を向けるも、誰の姿も見えない。正気を失ったパウルザンを、クラーナーは殴って失神させて運び出し、4人は帰路につく。
パウルザンは発狂はなはだしく、譫妄状態に陥ったまま二週間後に死ぬ。続いてクラーナーが正気を失った口調で、ハートリイに電話をかけてきて「グラーグのマント」について口走るも、乱れた口調から何を言っているのかわからない。翌日、クラーナーからハートリイのもとに小包が届き、中にはグラーグの本が入っていた。同封されていた手紙を読んだハートリイは、手紙と本を焼き捨てる。
クラーナーの手紙には、異界のものについてすべてのことが記されていた。妖術師は異界のものの亡骸を埋葬し、亡骸を乱す者には「マントの呪い」がふりかかる。グラーグのマントは、まずパウルザンにふりかかり、彼はやつらに見つけられる前に恐怖のあまり狂死した。次にクラーナーにふりかかり、彼はグラーグのマントが何であるかを知った。3番目にローシュにふりかかり、彼はやつらが来る恐怖に耐えきれずに毒を飲む。ローシュは、自分が4番目であることを悟る。
ぼくがハートリイのもとを訪れたとき、彼は恐怖のあまり別人のように憔悴していた。ハートリイは、自分たち4人に起こったことを説明する。ハートリイは「何も目にしないうちに帰るんだ」と、ぼくに帰宅を促す。荒々しく廊下に押し出され、玄関のノブを握って、ふとふり返ったぼくは、とても言葉にできないものを目撃する。翌日の新聞は読んではないが、ハートリイがどのような状態で発見されたか、正確に記すことができるはずなどないだろう。
実はぼくもまた、彼らと同じころ、狩猟小屋の近隣にいた。ぼくは村の老人から、20年前に何が起こったのかを聞き、狩猟小屋を見て、洞窟も調べた。パウルザンが見た5人目とは、ぼくのことである。そして、グラーグのマントの呪いは、その場にいた者全員にふりかかる。

## 主な登場人物・用語

### 主要人物
- ハーヴィ - ぼく。憔悴したハートリイと対面する。
- フランク・ハートリイ - 怪奇作家。ぼくに、自分たち4人にふりかかった呪いについて説明する。
- ローシュ - 怪奇作家。
- パウルザン - 怪奇画家。離婚したばかり。4人の中でいちばん熱心にグラーグの本を読んでおり、怯える。
- ハンク・クラーナー - 怪奇作家。メイン州の湖畔に狩猟小屋を購入した。

### 妖術関連
- グラーグ - 妖術師。狩猟小屋に住んでいた。
- 「グラーグの本」 - 古いラテン語の本。書名は不明。グラーグがびっしりと書き込みをしており、「ネクロノミコン」や「イステの歌」への参照が記されている。紙が挟み込まれており、ある儀式について記されている。
- 「異界のもの」 - 詳細不明。グラーグによって亡骸が埋葬されたらしい。
- 「白い蛆」 - グラーグが儀式に用いた。異界のものの亡骸を保護していたようである。

### その他
- ハワード・フィリップス・ラヴクラフト - 登場人物たちが愛読している怪奇作家。自作に「ネクロノミコン」という文献を登場させているが、ハートリイによると完全なオリジナルではなくモデルがあるのだという。
- キャプテン老人 - 村人。20年前に起こったことを証言する。

## 収録
- 青心社文庫『クトゥルー10』岩村光博訳